# Tunel spiral

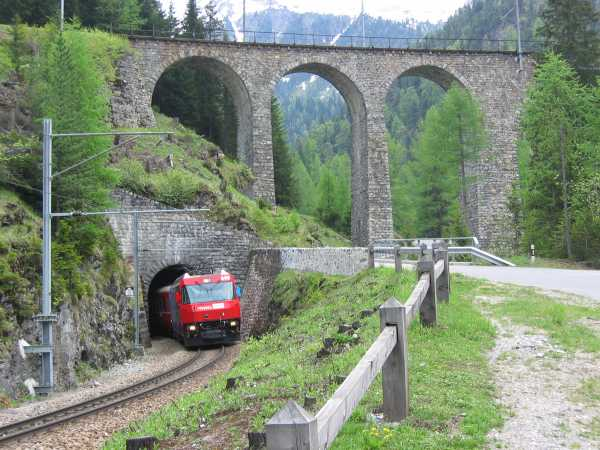
Alungirea artificială a liniei Albula a Căii Ferate Retice. Trenul iese din portalul inferior al unui tunel circular, tunelul Toua

Un tunel în spirală este un tunel care se desfășoară într-o curbă care este folosit de calea ferată sau de drum pentru a depăși diferențe mari de înălțime într-un spațiu mic. Ruta de circulație descrie o curbă în ac de păr (cale ferată ori drum) sau o buclă circulară în interiorul muntelui.
Acest lucru prelungește în mod artificial traseul, astfel încât diferențele de cotă pot fi negociate acolo unde o linie dreaptă ar fi dus la o înclinare excesivă și ca atare imposibil de străbătut.
Ieșirea din tunel este așadar în principiu aproape deasupra intrării sale. 
Tunelurile spirale, sunt numite și elicoidale (în germană Kehrtunnel) iar tunelurile de întoarcere sunt numite ac de păr (în germană Wendetunnel).

## Caracteristici
Se face o distincție între tunelurile care formează o curbă și cele care formează o buclă circulară.

### Întoarcere în tunel
În astfel de tunel, traseul se întoarce în sensul opus de mers, adică cu aproximativ 180°. Ele apar aproape exclusiv în legătură cu bucle duble sau multiple, precum și cu coturile laterale ale văii. Termenii tunel de întoarcere, tunel în buclă sau tunel elicoidal sunt folosiți pentru aceste tuneluri.

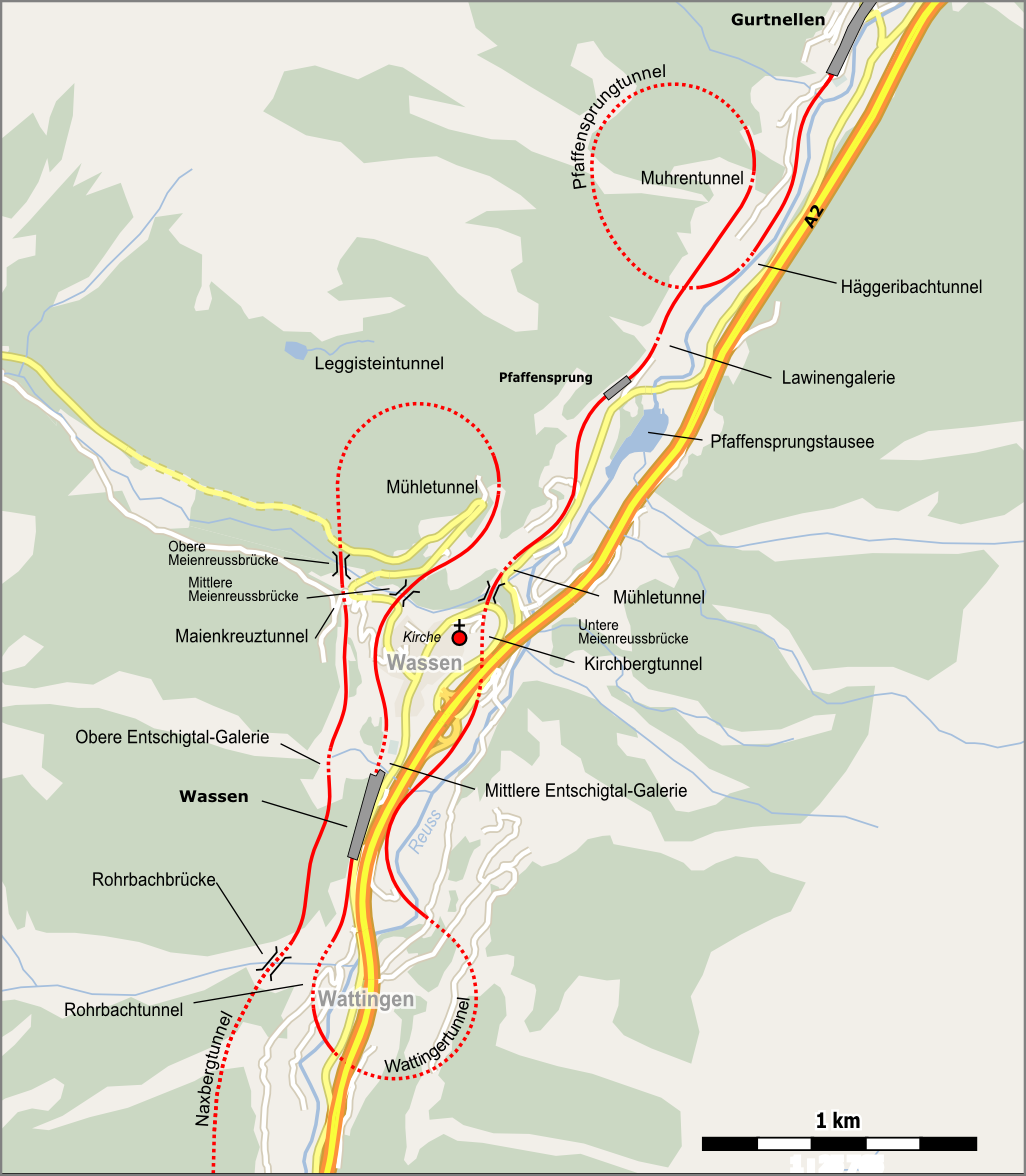
Tunel în spirală lângă Wassen în Elveția

### Bucla de întoarcere în tunel
În aceste tuneluri, traseul se întoarce cu peste 360° și descrie astfel un cerc complet, din care cea mai mare parte se află în munte. Cu acest traseu, două puncte ale traseului trebuie să fie unul peste altul, ceea ce înseamnă că traseul superior trebuie să treacă într-un punct deasupra traseului inferior. Pentru aceste structuri sunt utilizate denumirile tunel în spirală, tunel circular', tunel șurub sau tunel elicoidal.

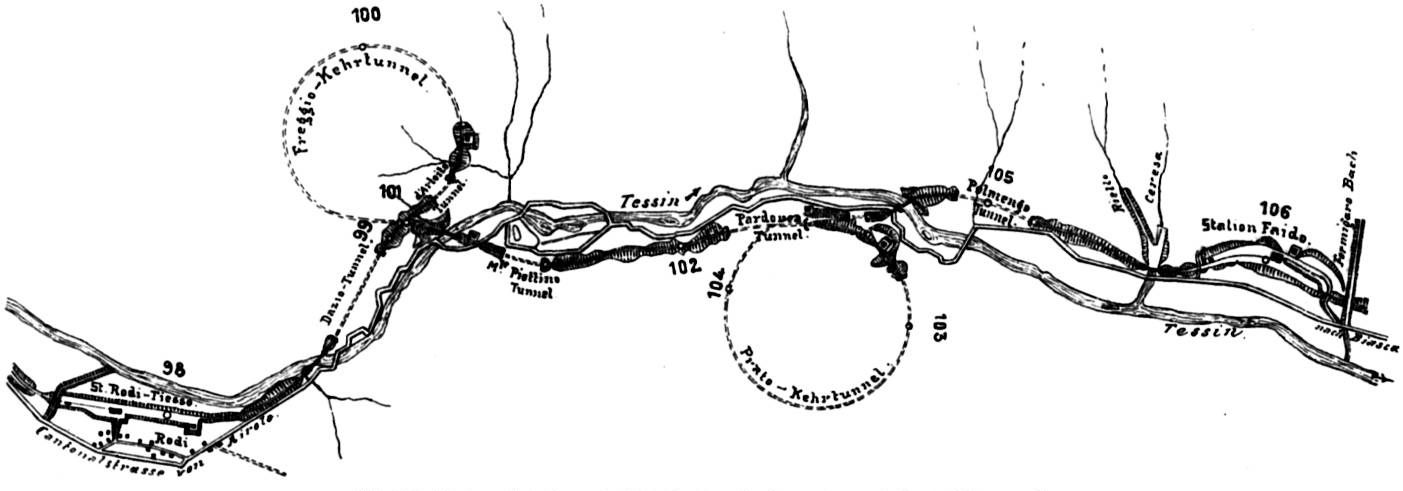
Tunelurile Freggio și Prato în Gola del Piottino, Elveția
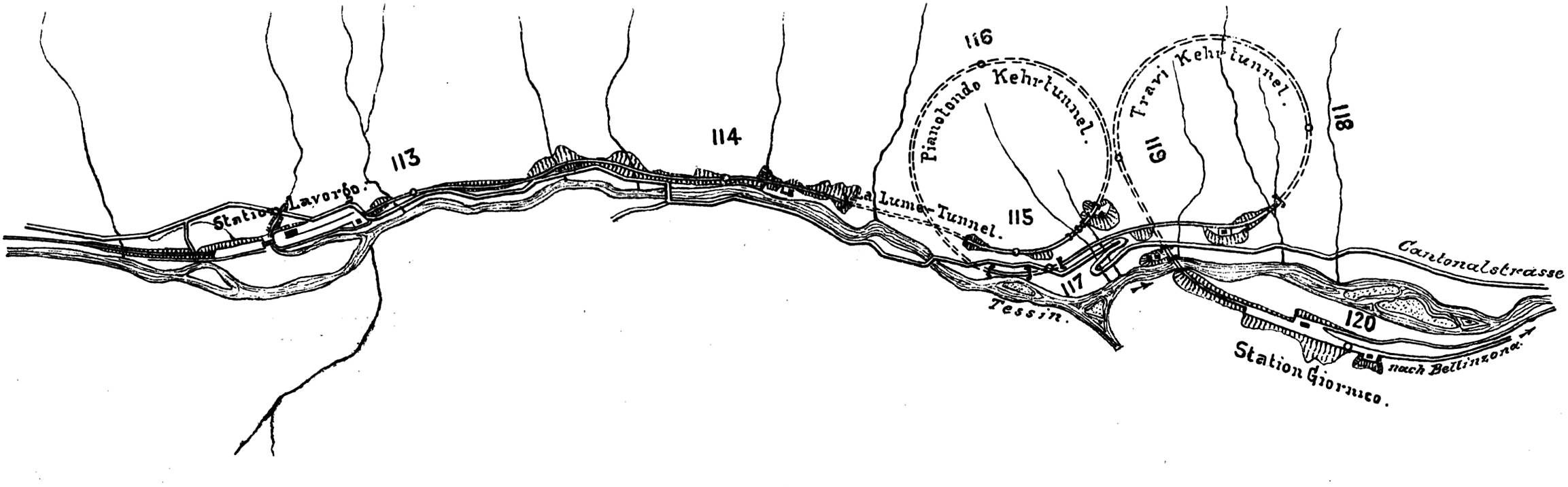
Tunelurile Pianotondo și Travi din Cheile Biaschina, lângă Giornico, Elveția